# Michiel Romeyn
Michiel Aart Pieter Romeyn (Amsterdam, 19 januari 1955) is een Nederlands acteur en beeldend kunstenaar. Hij is vooral bekend uit het tv-programma Jiskefet.

## Loopbaan
Romeyn volgde aanvankelijk een opleiding tot graficus aan de Grafische School en vervolgde daarna zijn opleiding aan de Gerrit Rietveld Academie. Acteren nam daarna echter de overhand. Hij stond vaak op de planken bij het Onafhankelijk Toneel. Hij maakte programma's op radio en televisie bij lokale Amsterdamse media zoals AT5. 

### Nachtclub Mazzo
Ook was hij medeoprichter van de Club Mazzo, een uitgaansgelegenheid in de jaren tachtig die bekendstond om de audiovisuele presentaties. De club was populair omdat er New wave en Punk werd gedraaid. Vanaf 1989 was het samen met de RoXY de eerste zaak waar de Housemuziek zijn intrede deed.

### Jiskefet
Zijn grootste bekendheid kreeg Romeyn door het absurdistische VPRO-televisieprogramma Jiskefet, waarin hij sketches speelde samen met Herman Koch en Kees Prins. Romeyns prototype was onder meer dat van de ruwe bonk, zoals Storm in de kantoorserie Debiteuren Crediteuren en de quasi-Afrikaan Oboema, 'de witte neger uit Amsterdam-Oost'.

### Beeldende kunst
Romeyn houdt zich bezig met beeldende kunst en geeft geregeld exposities in zijn thuisstad Amsterdam. Hij doet veel met fotografie. En hij heeft een fascinatie voor moordzaken. In zijn boek Een Klap In Het Donker belicht hij plekken in Amsterdam waar ooit een moord is gepleegd. 

## Filmografie

### Film
- Straatcoaches vs Aliens (2025)
- Wat is dan liefde (2019)
- Ron Goossens, Low Budget Stuntman (2017)
- Familieweekend (2016)
- De Grote Zwaen (2015)
- Alles is familie (2012)
- Zombibi (2012)
- Mijn opa de bankrover (2011)
- De Brief voor de Koning (2008)
- Alles is Liefde (2007)
- Afblijven (2006)
- Prospero's Books (1991)
- Wings of Fame (1990)
- De Orionnevel (1987)
- Van geluk gesproken (1987)

### Televisieseries
- Jackson & Malone (2024) - Wethouder Bruijs
- Rundfunk: Duco en Roy (2023) (als zichzelf)
- Trecx - diverse types (2021)
- Yep! - verschillende rollen[2] (2018)
- Danni Lowinski - Piotr Lowinski (2013-2016)
- Maestro (2012) (als zichzelf)
- Van God Los (2013)
- Flikken Maastricht (2011)
- Rembrandt en ik (in de rol van de oude Rembrandt van Rijn) (2011)
- R.E.L., Romeyn en Lamoree (samen met Jhim Lamoree)
- Boks (2006)
- Jiskefet (1990-2005)
- Taxi (1995-1996)
- Flodder (1993) (bijrol als Leo, 2 afleveringen)
- Hoeksteen & Groenstrook (1993), 12-delige televisieserie/comedy - Hoofdrol: Dirk Hoeksteen
- In voor- en tegenspoed (1991-1995) - Ton
- Mevrouw ten Kate (VPRO) (1987-1991) - Willem Kalmoes/kapper/eierboer/man in rolstoel

## Radioprogramma's
- Borát (1984-1989)

## Toneel
- Ballast (Orkater)
- De Eeuwige Fietser (Orkater)

## Onderscheidingen
- Gouden Kalf (1987), voor zijn rol in Van geluk gesproken